# Сорокуш білобородий
Сороку́ш білобородий (Biatas nigropectus) — вид горобцеподібних птахів родини сорокушових (Thamnophilidae). Мешкає в Бразилії і Аргентині. Це єдиний представник монотипового роду Білобородий сорокуш (Biatas).

## Опис

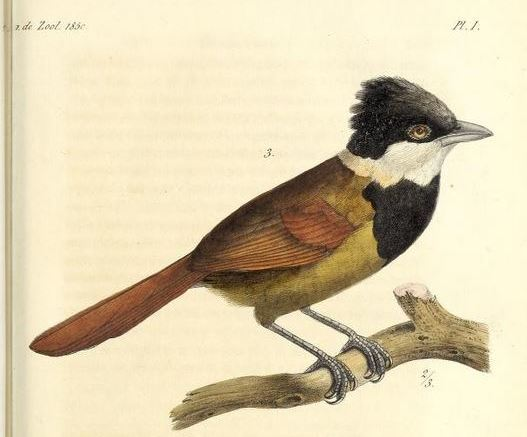
Білобородий сорокуш

Довжина птаха становить 18 см, вага 25-35 г. Виду притаманий статевий диморфізм. У самців голова чорна, окаймлена широкою кремовою смугою, що іде від підборіддя до потилиці. На горлі і верхній частині грудей чорний "комір". Верхня частина тіла коричнева, живіт коричневий. На голові корочткий чорний чуб, який може ставати дибки. У самиць тім'я рудувато-каштанове, над очима вузькі білі "брови", нижня частина тіла повністю темно-коричнева. Дзьоб сизий, лпи сірі, очі карі.

## Поширення і екологія
Білобороді сорокуші мешкають на південному сході Бразилії (південний схід Мінас-Жерайсу, схід Сан-Паулу, Ріо-де-Жанейро, Парана, північний схід Санта-Катарини) та на північному сході Аргентини (Місьйонес). Вони живуть в бамбуковому підліску вологих атлантичних лісів, на узліссях і галявинах, на висоті до 1200 м над рівнем моря. В Аргентині птахи зустрічаються виключно в бамбукових заростях  Guadua trinii. Живляться личинками комах, павуками, мурахами і насінням. Сезон розмноження триває з жовтня по серпень.

## Збереження
МСОП класифікує цей вид як вразливий. За оцінками дослідників, популяція білобородих сорокушів становить від 3500 до 15000 птахів. Їм загрожує знищення природного середовища.